# Reguła Hume’a-Rothery’ego
Reguła Hume’a-Rothery’ego – zbiór podstawowych reguł określających warunki, w których pierwiastek może rozpuścić się w metalach tworzących roztwory stałe. Istnieją dwa główne podziały reguł odnoszące się do roztworów stałych substytucyjnych oraz międzywęzłowych. Twórcą reguł jest brytyjski metalurg William Hume-Rothery (1899–1968).

## Roztwory stałe substytucyjne
- Promienie atomowe substancji rozpuszczanej {\displaystyle r_{\mathrm {s} }} i rozpuszczalnika {\displaystyle r_{\mathrm {r} }} mogą maksymalnie różnić się o 15%:

{\displaystyle M=\left({\frac {r_{\mathrm {s} }-r_{\mathrm {r} }}{r_{\mathrm {r} }}}\right)\cdot 100\%\leqslant 15\%,}
gdzie: {\displaystyle M} – współczynnik wielkości promienia atomowego; parametr charakteryzujący różnicę wielkości promieni atomowych substancji rozpuszczonej i rozpuszczalnika [%]
Składki tworzą roztwór ciągły (o dowolnym wzajemnym stężeniu), jeśli {\displaystyle M} jest mniejszy od 8%. Gdy {\displaystyle M} jest większy od 15% tworzy się roztwór graniczny, o stężeniu zwykle mniejszym od 1%.
- Dla pełnej rozpuszczalności struktury krystaliczne substancji rozpuszczanej i rozpuszczalnika muszą być takie same. W przeciwnym razie mogą powstawać tylko roztwory graniczne[2].

- Pełna rozpuszczalność występuje, gdy wartościowości substancji rozpuszczanej i rozpuszczalnika są takie same. Metale o wyższej wartościowości lepiej rozpuszczają się w metalach o niższej wartościowości[2].

- Elektroujemność substancji rozpuszczonej i rozpuszczalnika powinna być zbliżona. W przypadku dużych różnic częściej będą tworzyć się związki międzymetaliczne[1][2][3].

## Roztwory stałe międzywęzłowe
- atomy substancji rozpuszczanej muszą być mniejsze od luki w sieci krystalicznej rozpuszczalnika
- substancja rozpuszczana i rozpuszczalnik powinny charakteryzować się taką samą elektroujemnością[4].